# Вер (приток Мааса)
Вер (фр. Vair) — река во Франции.Длина реки составляет около 67 км. Площадь бассейна насчитывает 549 км².
Находится на северо-востоке страны. Берёт начало в муниципалитете Домбро-ле-Сек. Вер является одним из притоков реки Маас, в который впадает в муниципалитете Максе-сюр-Мез.
Вер река с зимним паводком с декабря по март включительно, максимум в январе-феврале. Самый низкий уровень воды в реке летом в период с июля по сентябрь включительно.

## Притоки
У реки имеются 17 притоков. Из них наиболее значительными являются:
- Пети-Вер[фр.], протекающий через Виттель.
- Врен, орошающий Домжюльен[фр.] и Жиронкур[фр.].
- Сермон (Sermone), впадающий в коммуне Вукси.
- Фрезелль[фр.], текущий от Рувр-ля-Шатив[фр.]; место, где он впадает в Вер, называется Сулусс-су-Сан-Элоф[фр.].